# Neuburg am Rhein
Neuburg am Rhein là một đô thị thuộc huyện Germersheim, bang Rheinland-Pfalz, phía tây nước Đức. Đô thị Neuburg am Rhein có diện tích 8,25 km², dân số thời điểm ngày 31 tháng 12 năm 2006 là 2525 người.